# Joakim Ljunggren
Joakim Ljunggren   (12 de juny de 1985) és un pilot d'enduro suec, dues vegades Campió del Món en categoria EJ i nombroses vegades Campió de Suècia en diverses categories. Al començament de la seva carrera va practicar també el motocròs, havent-ne estat Campió de Suècia júnior el 2004.
De professió mecànic de motocicletes, Ljunggren començà a conduir-ne el 1994, a 9 anys, i ja el 1999 quedà segon al Campionat de Suècia de motocròs en 80 cc. L'any següent repetí el resultat en 125 cc. El 2001 començà a obtenir bons resultats en competicions d'enduro (guanyant, per exemple, la Novemberkåsan en categoria júnior) i a partir d'aquí prioritzà aquesta disciplina fins a arribar a aconseguir-ne dos Campionats del Món juvenils consecutius (2006 i 2007). A banda els seus títols mundials, aconseguí també altres victòries destacades, havent guanyat per exemple la Novemberkåsan (ja en categoria absoluta) els anys 2007, 2009 i 2010.
Actualment forma part de l'equip oficial de Husaberg (on té com a companys als catalans Oriol Mena i Xavi Galindo), participant en els Campionats suec i mundial d'enduro, així com al Mundial Indoor (en què el 2010 ha acabat en tercera posició final). Ljunggren és conegut pel seu pilotatge agressiu.

## Palmarès

### Palmarès en Motocròs
| Any          | Motocicleta  | C. de Suècia júnior | C. de Suècia júnior | C. de Suècia júnior | C. de Suècia |
| Any          | Motocicleta  | 80cc                | 125cc               | MX1+3               | MX1+3        |
| ------------ | ------------ | ------------------- | ------------------- | ------------------- | ------------ |
| 1999         | ?            | 2n                  | -                   | -                   | -            |
| 2000         | ?            | -                   | 2n                  | -                   | -            |
| 2001         | ?            | -                   | ?                   | -                   | -            |
| 2002         | ?            | -                   | -                   | 2n                  | -            |
| 2003         | ?            | -                   | -                   | 3r                  | -            |
| 2004         | ?            | -                   | -                   | 1r                  | 8è           |
| Total títols | Total títols | 0                   | 0                   | 1                   | 0            |

### Palmarès en Enduro
A 1 de gener de 2013
| Any             | Motocicleta     | Campionat del Món d'enduro | Campionat del Món d'enduro | Campionat del Món d'enduro | Campionat del Món d'enduro | C. del Món indoor | ISDE E2 | C. de Suècia | C. de Suècia | Novemberkåsan          |
| Any             | Motocicleta     | EJ                         | E2                         | E3                         | P1                         | C. del Món indoor | ISDE E2 | 125cc        | Absolut      | Novemberkåsan          |
| --------------- | --------------- | -------------------------- | -------------------------- | -------------------------- | -------------------------- | ----------------- | ------- | ------------ | ------------ | ---------------------- |
| 2001            | ?               | -                          | -                          | -                          | 0                          | -                 |         | -            | -            | 1r Júnior              |
| 2002            | ?               | -                          | -                          | -                          | 0                          | -                 |         | 1r Júnior    | -            |                        |
| 2003            | ?               | -                          | -                          | -                          | 0                          | -                 | 5è      | 1r Júnior    | -            | 1r Júnior (4t absolut) |
| 2004            | ?               | -                          | -                          | -                          | 0                          | -                 |         | -            | 3r           |                        |
| 2005            | ?               | -                          | -                          | -                          | 0                          | -                 | -       | -            | - Lesió -    | -                      |
| 2006            | Husaberg        | 1r                         | -                          | -                          | ?                          | -                 |         | -            | 1r           |                        |
| 2007            | Husaberg        | 1r                         | -                          | -                          | ?                          | -                 |         | -            | 1r           | 1r                     |
| 2008            | Husaberg        | -                          | 6è                         | -                          | 1                          | -                 |         | -            | 1r           |                        |
| 2009            | Husaberg        | -                          | 3r                         | -                          | 0                          | -                 | 6è      | -            | 1r           | 1r                     |
| 2010            | Husaberg        | -                          | 5è                         | -                          | 0                          | 3r                |         | -            | 1r           | 1r                     |
| 2011            | Husaberg        | -                          | -                          | 3r                         | 0                          | 2n                |         | -            | 1r           | -                      |
| 2012            | Husaberg        | -                          | -                          | 2n                         | 0                          | 3r                |         | -            | -            | 1r                     |
| Total victòries | Total victòries |                            |                            |                            | 1                          |                   |         |              |              | 6                      |
| Total títols    | Total títols    | 2                          | 0                          | 0                          |                            | 0                 | 0       | 2            | 6            |                        |

Notes
1. ↑   A P1 s'hi compten les victòries aconseguides en Grans Premis puntuables per al Campionat del Món
2. ↑   Al total de títols s'hi compten tots els campionats estatals o internacionals guanyats, incloent-hi els ISDE. A la taula no es reflecteix, per manca d'espai, el Campionat d'Espanya en categoria E3 que guanyà el 2012.